# Gauchito Gil

En muralmålning av Gauchito Gili en förort till Rosario

Gauchito Gil betraktas som ett helgon i argentinsk folktro. Hans fullständiga namn var Antonio Mamerto Gil Núñez och hans sägs ha fötts i Pay Ubre, i utanför staden Mercedes i Corrientes i norra Argentina, på 1840-talet och avrättades den 8 januari 1878.
Tron på Gauchito Gil har under senare år spridits från Corrientes i norra Argentina till andra delar av landet samt grannländerna Paraguay och Uruguay och på dennes dödsdag vallfärdar hundratusentals människor från hela landet. Trots att tron på Gauchito Gil många gånger sammanblandas i synkretism med kristen tro erkänns han ej av den katolska kyrkan som ett helgon. 

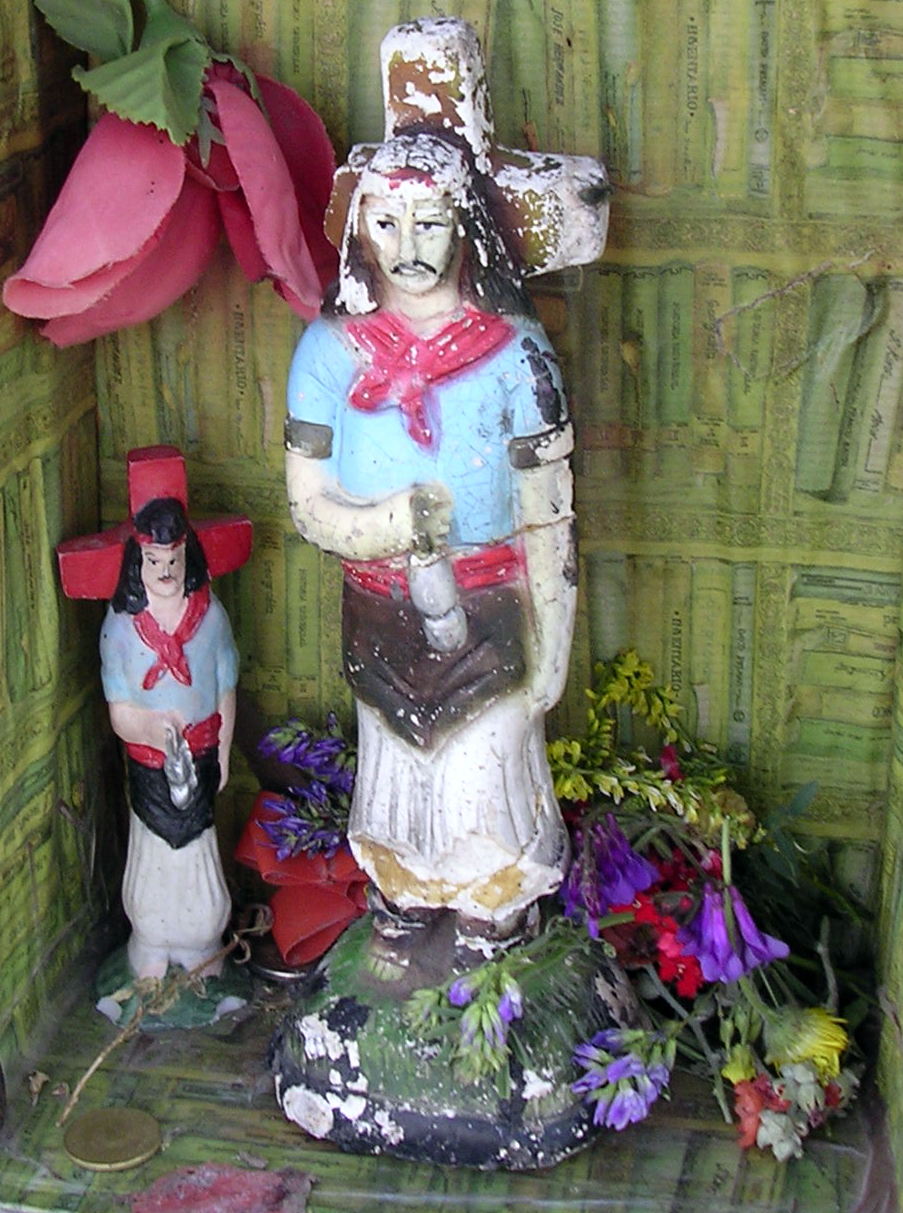
Gauchito Gil

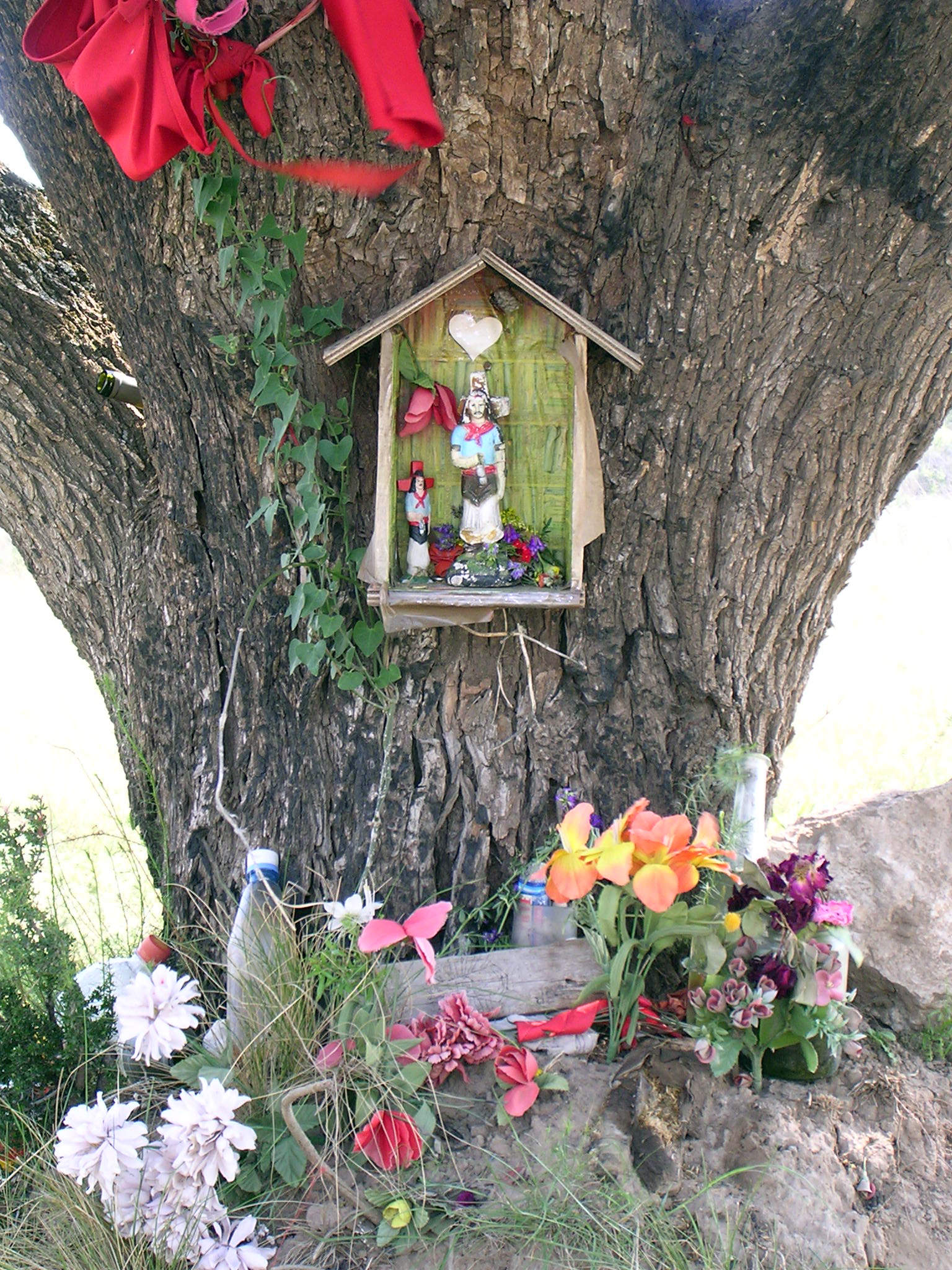
Gauchito Gil